# Papirusz-nádiposzáta
A papirusz-nádiposzáta (Acrocephalus rufescens) a verébalakúak (Passeriformes) rendjébe, ezen belül a nádiposzátafélék (Acrocephalidae) családjába és az Acrocephalus nembe tartozó faj. 16-18 centiméter hosszú. Angola, Benin, Botswana, Csád, Dél-Szudán, Egyenlítői-Guinea, Gambia, Ghána, Kamerun, Kenya, a Kongói Demokratikus Köztársaság, a Közép-afrikai Köztársaság, Mali, Mauritánia, Namíbia, Niger, Nigéria, Szenegál, Szudán, Tanzánia, Togo, Uganda, Zambia és Zimbabwe mocsaras területein él. Rovarokkal, kis békákkal táplálkozik.

## Alfajok
- A. r. senegalensis (Colston & Morel, 1985) – dél-Mauritánia, Szenegál és Gambia;
- A. r. rufescens (Sharpe & Bouvier, 1876) – Ghána, dél-Togo, dél-Benin, Nigéria, Kamerun, észak-Közép-afrikai Köztársaság és északnyugat-Kongói Demokratikus Köztársaság és délnyugat-Mali;
- A. r. chadensis (Alexander, 1907) – a Csád-tó környéke;
- A. r. ansorgei (E. J. O. Hartert, 1906) – északnyugat-Angola, dél-Szudántól nyugat-Kenyáig, észak-Botswanáig és nyugat-Angoláig.

## Fordítás
- Ez a szócikk részben vagy egészben  a   Greater swamp warbler című angol Wikipédia-szócikk fordításán alapul.  Az eredeti cikk szerkesztőit annak laptörténete sorolja fel. Ez a jelzés csupán a megfogalmazás eredetét és a szerzői jogokat jelzi, nem szolgál a cikkben szereplő információk forrásmegjelöléseként.